# إف شارب (لغة برمجة)
إف شارب (بالإنجليزية: F#)‏ هي لغة برمجة متعددة الأنظمة حيثُ تقوم علَى البرمجة الوظيفية والبرمجة كائنية التوجه. تعمل هذه اللغة على بيئة دوت نت وتعملُ شركة مايكروسوفت على تطويرها لمواكبة أحدث التغيرات التقنيّة وللعمل بشكلٍ جيد على فيجوال أستوديو.